# Severna Amerika (meglica)
Severna Amerika (NGC 7000 ali Caldwell 20) je emisijska meglica (področje H II) v ozvezdju Labod, blizu Deneba (najsvetlejše zvezde v Labodu). Izjemna oblika meglice spominja na celino Severna Amerika, skupaj z Mehiškim zalivom.

## Osnovni podatki
Severna Amerika je velika, pokriva več kot štirikrat večje območje kot polna Luna, vendar je njena površinska svetlost nizka in ne more biti videna s prostim očesom. Z uporabo posebnih filtrov jo lahko vidimo pod temnim nebom tudi brez optične pomoči. Njena oblika in rdeča barva, ki jo seva ionizirani vodik, se pokažeta le na fotografijah.
Severna Amerika in bližnja meglica Pelikan sta v resnici dela istega medzvezdnega oblaka ioniziranega vodika (področje H II). Med Zemljo in meglico leži oblak medzvezdnega prahu, ki preprečuje pot svetlobi meglice, jo deli na dva dela in ji daje navidezno obliko, ki jo vidimo. Oddaljenost meglice ni točno znana, prav tako ne zvezda, ki povzroča ionizacijo. Če je to Deneb, kot nekateri domnevajo, leži meglica približno 1800 svetlobnih let, njen premer pa 100 svetlobnih let.
Meglico je odkril William Herschel leta 1786.